# 聚焦杆菌属
聚焦杆菌属（学名：Congregibacter）是纤维弧菌目海仙菌科的一属细菌。

## 下属物种
本属包括以下物种：
- 聚集杆菌 Congregibacter litoralis Spring et al., 2009